# Сисем-ата
Сисем-ата (Сейсем-ата; каз. Сейсем ата) — некрополь XIII — начала XX вв., расположенный в северо-западной части плато Устюрт в 34 км на север от села Сайотес Мангистауской области Казахстана.

## Название
Сведения об эпониме некрополя достаточно неопределённы и основываются на устных преданиях местного населения: возможно, Сисем-ата был главой местной общины XIII—XIV вв., захороненный здесь, когда небольшое кладбище уже существовало. По данным устных преданий, Сисем-ата находился в числе первых распространителей ислама в регионе (по некоторым версиям легенды, которую, вероятно, распространяли поздние суфисты, он был учеником и сподвижником Ходжи Ахмеда Ясави). По другой версии, он жил в Средние века во времена огуз-кипчаков. По широко распространённой легенде, именно Сисем-ата дал бата (благословение) казахам из рода Адай для их обоснования в здешних землях, поэтому он стал почитаться в качестве святого (аулие) всего рода Адай и вокруг его могилы, ставшей сакральным местом, образовался пантеон героев.
Вопрос местонахождения могилы Сисем-ата является спорным. Существуют две основные версии:
- На северной окраине древней части некрополя, на пологом кургане ранней эпохи. Эта могила выглядит архаично и скромно. Её выделяет обилие старых рогов архаров, привезённых сюда шыракшы (служителями места) и паломниками, и шест с некогда украшавшим его навершием (ту)[1][2].
- В центре древней части некрополя. Каменная ограда с надгробиями, стелками и остатками шестов-тугов. Сейчас отмечена как могила некоего «Саназар-ата». Этот вариант соответствует ранним сведениям Г. С. Карелина 1832 года и обследованиям М. М. Мендикулова 1950-х годов. Эту версию также подтверждает топография старой части некрополя — определённое соблюдение принципа «гонам баши» («ближе к святой могиле») при размещении надгробий[1].

## Описание

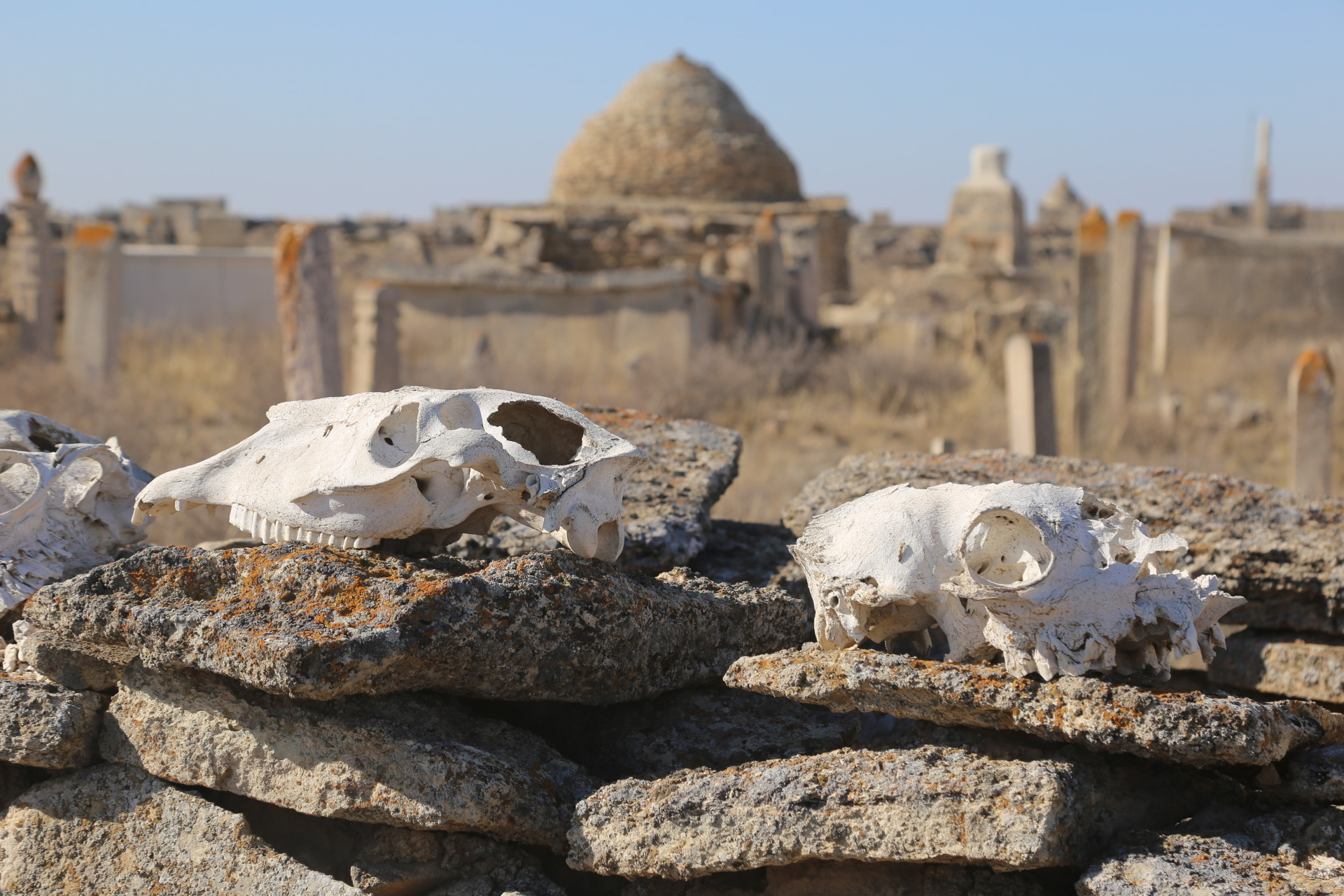
Некрополь

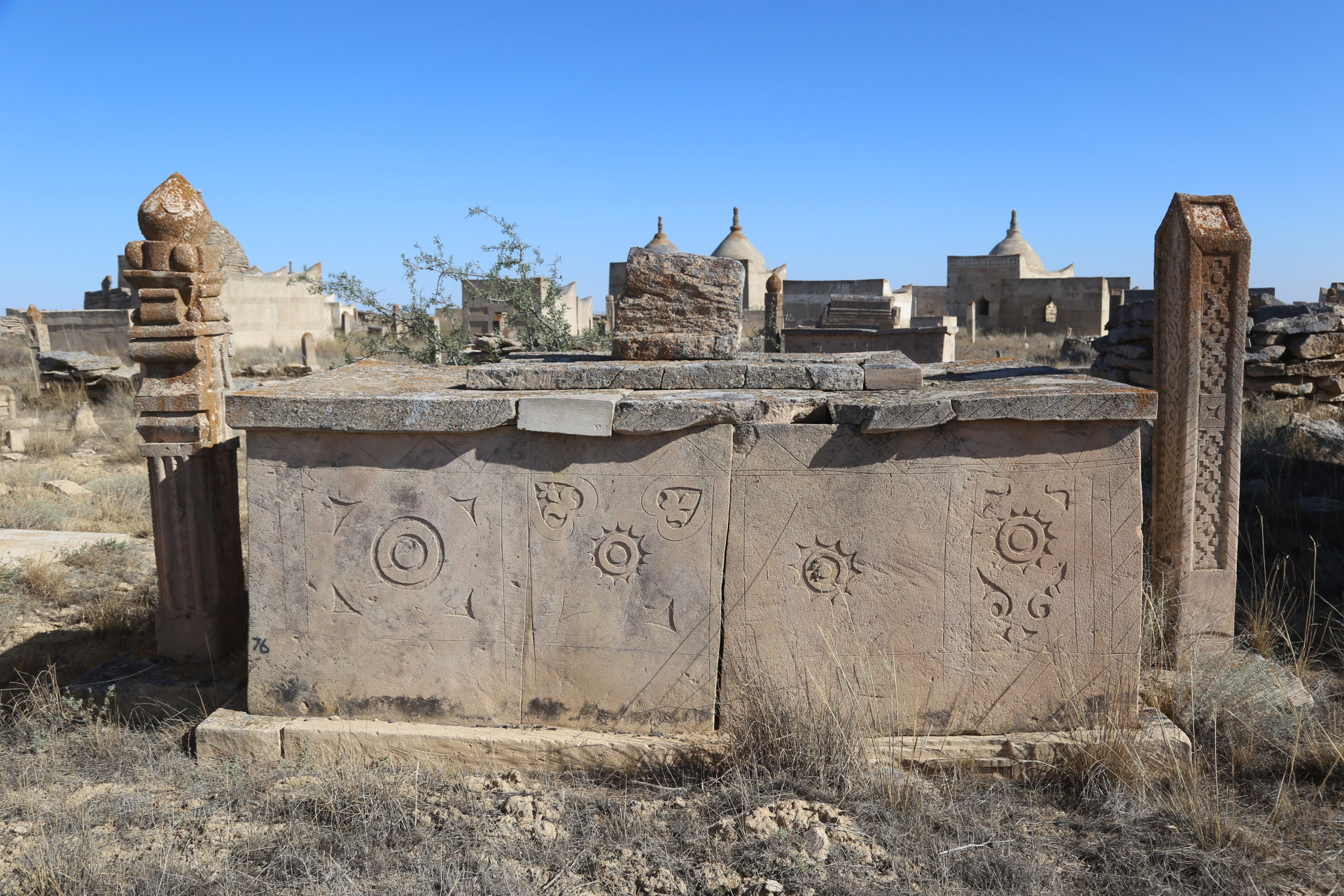
Сандыктас

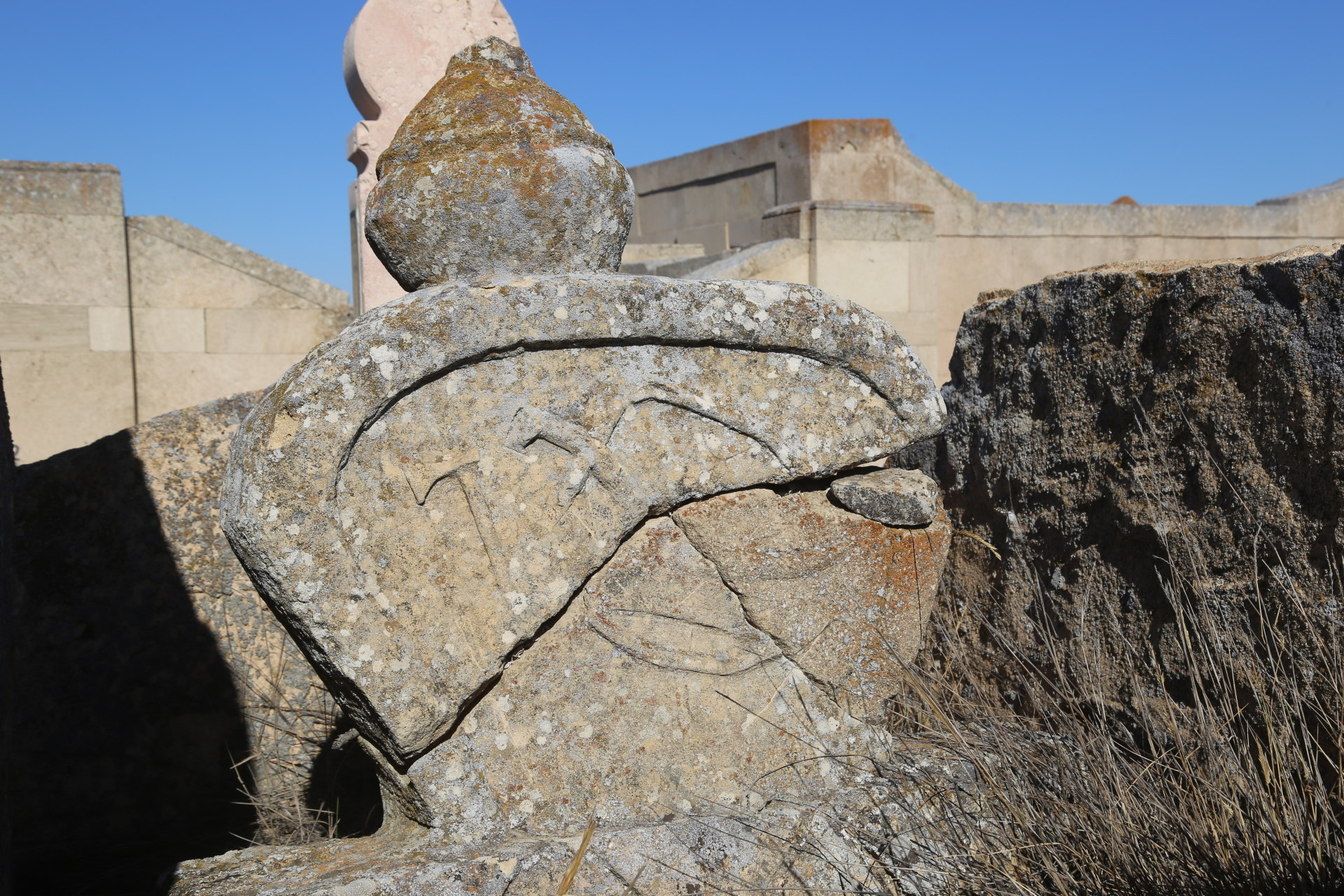
Изображения оружия

Несмотря на относительно небольшие размеры некрополя (430×250 м), он является насыщенным мемориальным архитектурным комплексом, насчитывающим более 2000 памятников. Он состоит из двух основных частей — ранней туркменской (XIII—XVIII вв.) и казахской адаевской (вторая половина или конец XVIII — начало XX в.). На севере к ним примыкает ещё одно небольшое, раннее туркменской кладбище (XIII или XIV—XV вв.). Изначально функционировали два ранних кладбища, из которых южное, в связи с нахождением там могилы Сисем-ата, в течение Средневековья стало основным — сейчас оно занимает западо-юго-западную часть всего комплекса. Затем, в новое время с востока, частично с юга и в особенности с севера старого кладбища получила развитие казахская часть, занимающая сейчас около 2/3 территории некрополя.
Ранняя часть некрополя в основном представлена малыми формами камнерезных мемориальных памятников: стелки, парные стелки, надгробия типа койтас, сандыктасы (ящики-саркофаги) и т. д. На северном кладбище встречаются также стелы-ферты. На многих из них высечены тамги средневековых огузо-туркменских племён: чоудор, тюгер, афшар, джебни, йомут (бага, джафарбай), баяндыр. Памятники нередко размещены небольшими участками, за исключением салырских надгробий. Возможно, средневековый некрополь формировался по двум принципам: максимального приближения к могиле Сисем-ата и небольшими кладбищами. На надгробиях этой части комплекса встречаются рельефные изображения сабель, реже перемётных сум и очень редко — арабографические эпитафии.
Большой архитектурно-художественный интерес представляет промежуточная полоса памятников XVII—XVIII веков и примыкающая к ней зона казахских надгробий до середины XIX века, которые местами «вклиниваются» в старую часть некрополя. Здесь также преобладают малые архитектурные формы: архаичные сандыктасы, стелы-кулпытасы и их сочетания, среди которых много оригинальных образцов камнерезного искусства. Поверхности многих из них покрыты контурным, плоскорельефным и объёмным декором, изображениями оружия, предметов быта, животных, уникальными сценами-панно. Большая часть ранних казахских памятников сопровождается изображением тамги рода Адай, реже — лапидарными эпитафиями. Среди монументальных сооружений выделяется самобытный мавзолей бая Кожаназара Жанайулы конца XVIII века.
Казахская часть некрополя особенно интенсивно развивалась в середине XIX — начале XX века в период наивысшего развития мемориального зодчества региона, когда распространение получили купольные мавзолеи и саганатамы. В середине XVIII—XIX веках стены стали возводить из пиленных плит и блоков, с внутренним слоем из необработанного камня. Благодаря конструктивной облицовке пиленными плитами купола стали приобретать более изящные шлемовидные формы. На поверхности активно применялась орнаментальная роспись по контурной резьбе. В XVIII веке на некрополе появились саганатамы с конструкцией стен и декоративным оформлением, аналогичным мавзолеям этого периода. Среди мавзолеев этого периода выделяются шестигранный мавзолей Ермека Тенизбайулы, изящный мавзолей Агатая Токабайулы, саганатамы Акмырза-сопы, Сугира Ахмеджанулы и многие другие.
Некрополь также получил в народе наименование «адаевского пантеона», так как здесь захоронены многие исторические личности из рода Адай: батыры Есекмерген, Лабак, Шонай, Конай Кенжеулы, Анет Текейулы, Толеп Анетулы, Сююнкара Ургенишбайулы, Шонен-би, Каржау Толекеулы, Матай Жанбозулы и мн. др.

## Изучение и защита
Впервые некрополь упоминается в отчёте русской военно-рекогносцировочной экспедиции 1825—1826 годов под руководством полковника Фёдора Берга. В краткой журнальной записи о некрополе было сказано: «Это святое кладбище, состоящее из нескольких конусообразных каменных и земляных насыпей, но о древности их сведений нет, а судя по целостности их, надо полагать, что они принадлежат туркменам или первопришедшим сюда киргизам».
В 1832 году некрополь Сисем-ата был исследован Г. С. Карелиным в 1832 году в связи с обустройством в этой части Устюрта Новоалександровского укрепления. В 1851—1852 годах «святое кладбище» было кратко описано топографом подпоручиком Алексеевым.
Систематическое изучение памятника проводилась известными архитекторами, историками, этнографами, среди которых М. М. Мендикулов, А. Итенов, М. С. Нуркабаев, экспедициями Института «Казпроектреставрация» (руководитель Т. Джанысбеков), Института востоковедения имени Р. Б. Сулейменова (руководитель А. К. Муминов), группой Т. Турекулова, А. Е. Астафьевым, экспедицией Института истории и этнологии имени Ч. Ч. Валиханова (руководитель С. Е. Ажигали).
В 1982 году некрополь был включён в список памятников истории и культуры республиканского значения и взят под охрану государства.